# Etamifilina
Etamifilina (łac. etamiphyllinum) – wielofunkcyjny organiczny związek chemiczny, pochodna teofiliny, inhibitor fosfodiesterazy, stosowany jako lek rozszerzający oskrzela.
W przeprowadzonych badaniach klinicznych okazała się nieskuteczna u ludzi.